# Salwa Eid Naser
Pour les articles homonymes, voir Salwa.
Salwa Eid Naser (née  Ebelechukwu Agbapuonwu le 23 mai 1998 à Onitsha au Nigeria) est une athlète bahreïnie, spécialiste du 400 mètres. En octobre 2019, à Doha, elle devient, à l’âge de 21 ans, championne du monde et réalise, avec 48 secondes et 14 centièmes, la troisième meilleure performance de tous les temps sur cette distance. 
En 2021, elle se voit infliger une période de suspension de deux ans pour manquements à ses obligations de localisation antidopage.

## Parcours sportif
Salwa Eid Naser est née au Nigeria d'une mère nigériane et d'un père bahreïni. Elle s'installe enfant dans le pays de ce dernier. Cadette, elle porte un hijab de sport (tenue comportant un voile), mais elle le retire en 2016 avant les Jeux olympiques.

### Championne précoce (2015 - 2016)
En 2015, elle remporte le titre du 400 m des championnats du monde cadets, à Cali en Colombie, et s'adjuge en fin de saison, à Mungyeong en Corée du Sud, la médaille d'or des Jeux mondiaux militaires en 51 s 39. 
À à peine 18 ans, en 2016, à Rio, elle participe à ses premiers Jeux olympiques (bien qu'elle se soit blessée à la cheville en descendant les escaliers, une semaine avant le début de sa compétition) : elle passe sans encombre les séries en 51 s 06, nouveau record national junior... qu'elle améliore lors de sa demi-finale : 50 s 88. Elle réalise ainsi le 9e temps de l'ensemble des demi-finales, donc à une place de la finale.

### Vice-championne du monde à Londres (2017 - 2018)
En août 2017, elle participe aux Championnats du monde de Londres, les favorites sont Allyson Felix qui a réalisé la meilleure performance de l'année et la Bahaméenne Shaunae Miller-Uibo qui a battu l'Américaine l'année précédente à Rio. Le 7 août, Salwa Eid Naser remporte sa demi-finale, en établissant un nouveau record de Bahreïn en 50 s 08. Deux jours plus tard, le 9 août 2017, en finale, elle s'adjuge la médaille d'argent en 50 s 06 (record national) après une fin de course remarquable qui lui permet de venir battre Allyson Felix de 2 centièmes. L'outsider Phyllis Francis, remporte la course en 49 s 92, tandis que Shaunae Miller-Uibo, en tête jusqu'aux dix derniers mètres, est victime d'un point de côté et termine 4e,.
En 2018, Allyson Felix est absente des pistes pour cause de maternité. Le 30 juin, au Meeting de Paris comptant pour la ligue de diamant, Salwa Eid Naser, 20 ans, en remportant la course en 49 s 55, bat le record d'Asie du 400 m, détenu, en 49 s 81, par la Chinoise Ma Yuqin depuis 1993. Cinq jours plus tard, elle s'impose à l'Athletissima de Lausanne (ligue de diamant) en 49 s 78. Le 20 juillet, au Meeting Herculis de Monaco (ligue de diamant), elle termine 2e en 49 s 08, record d'Asie à nouveau, derrière Shaunae Miller-Uibo, sa rivale. Cette dernière réalise, avec 48 s 97, le meilleur temps sur 400 m depuis 2009. C'est, depuis 1996, la première course dans laquelle deux athlètes descendent sous les 49 s 10. Elles deviennent les deux spécialistes du 400 m les plus rapides du circuit devant Allyson Felix (49 s 26).
En août 2018, elle participe aux Jeux asiatiques à Jakarta. Le 25 août 2018, lors des séries du 400 m, elle bat le record des Jeux en 50 s 86. Le lendemain, elle remporte la médaille d'or et améliore à nouveau le record des Jeux, en 50 s 09. Elle devance sa principale rivale Hima Das (50 s 79) et Elina Mikhina (52 s 63). Le 28, pour l'inauguration du relais 4 x 400 m mixte (deux femmes et deux hommes) en compétition internationale, elle bat avec ses compatriotes le record du monde en 3 min 11 s 89, et s'adjuge la médaille d'or. Enfin, elle conclut ces championnats par une victoire au relais 4 x 100 m féminin où l'équipe bahreïnie s'impose en 42 s 73, record des Jeux et record national et par une médaille d'argent sur le relais 4 x 400 m en 3 min 30 s 61, derrière l'équipe d'Inde. Elle repart ainsi des Jeux asiatiques avec 4 médailles, dont 3 en or.

### Championne du monde en 2019
En 2019, Shaunae Miller-Uibo se consacre essentiellement, avec succès, au 200 m (lors des compétitions officielles), laissant donc le champ libre à Salwa Eid Naser sur 400 m. La Bahreïnie domine alors la discipline, remportant la Ligue de diamant de l'année à Zurich après s'être imposée dans cinq des sept épreuves que compte cette compétition : Shanghai le 18 mai, Rome le 6 juin, Rabat le 16 juin, Lausanne le 5 juillet et enfin Zurich le 29 août. Les deux autres étapes ne sont pas des défaites puisqu'elle n'y participe pas dans cette distance, préférant s'essayer, elle aussi, au 200 mètres : le 30 juin, lors du meeting de Stanford, elle termine à la  4e place et signe sur cette distance le temps de 22 s 51, nouveau record national,. Sur 400 m, avec pour meilleur temps 49 s 47 à Lausanne, elle ne parvient toutefois pas à battre son record personnel, ni, a fortiori, celui de Shaunae Millier-Uibo.
Lors d'une interview, en 2018 à Jakarta, elle citait ses idoles, Rakia Al-Gassra, Sanya Richards-Ross et Allyson Felix. Mais le 3 octobre 2019, aux Championnats du monde de Doha, Salwa Eid Naser surpasse largement ses modèles en décrochant la médaille d'or du 400 m avec un temps historique : 48 s 14. Devançant les records personnels de Shaunae Miller-Uibo (48 s 37) et de Shericka Jackson (49 s 47), elle devient à 21 ans la troisième femme la plus rapide de tous les temps sur 400 mètres, devant Marie-José Pérec (48 s 25 en finale des Jeux olympiques 1996) et derrière les intouchables et contestées Marita Koch (record du monde réalisé en 1985 à Canberra en 47 s 60) et Jarmila Kratochvílová (47 s 99 en finale des championnats du monde 1983).

### Suspension provisoire en 2020, abandon des poursuites, puis suspension de deux ans
Le 5 juin 2020, Salwa Eid Naser est suspendue provisoirement par l’Unité d’intégrité de l’athlétisme (AIU) pour trois « no show », soit trois absences à des contrôles anti-dopages au cours d'une période de 12 mois. Elle risque une suspension de deux ans selon les réglements de la World Athletics. L'athlète réagit quelques heures plus tard en déclarant : « Je n'ai jamais été une tricheuse. J'ai juste manqué trois contrôles antidopage, ce qui est normal. Cela peut arriver, à n'importe qui ». Elle précise également que ces trois contrôles manqués ont eu lieu avant les Mondiaux de Doha et qu'elle a pu y participer car l'enquête était encore en cours selon l'AIU. L'instance déclare par ailleurs que Naser a fait l'objet d'un quatrième échec de localisation en janvier 2020, ce qui a entraîné sa suspension provisoire immédiate. 
Le 20 octobre, l'AIU annonce que le tribunal disciplinaire de World Athletics a décidé de blanchir la Bahreïnie, après avoir rejeté un contrôle manqué datant d'avril 2019. Naser se voyait reprochée par l'AIU quatre manquements au total, qui dataient respectivement du 1er janvier 2019, du 12 mars 2019, du 12 avril 2019 et du 24 janvier 2020. Après le rejet du contrôle manqué d'avril 2019, les trois manquements restants s'étalaient sur plus d'un an, ce qui a entraîné l'abandon des charges à l'encontre de l'athlète et la fin de sa suspension provisoire.
L'AIU fait appel auprès du Tribunal arbitral du sport ; ce dernier donne raison à l'AIU et suspend Salwa Eid Naser pour deux ans (moins la période déjà effectuée en juin et octobre 2020) à partir du 30 juin 2021. Tous ses résultats à partir du 25 novembre 2019 sont annulés.
De retour sur les pistes en 2023, elle remporte trois médailles aux Jeux asiatiques.
En 2024 elle prend la deuxième place au 400 m des Jeux olympiques, battue par la Dominicaine Marileidy Paulino.

## Palmarès
| Date | Compétition                     | Lieu             | Résultat | Épreuve         | Temps         |
| ---- | ------------------------------- | ---------------- | -------- | --------------- | ------------- |
| 2014 | Jeux olympiques de la jeunesse  | Nankin           | 2e       | 400 m           | 52 s 50       |
| 2014 | Jeux olympiques de la jeunesse  | Nankin           | 3e       | relais mixte    | 1 min 43 s 60 |
| 2015 | Championnats du monde cadets    | Cali             | 1re      | 400 m           | 51 s 50       |
| 2015 | Jeux mondiaux militaires        | Mungyeong        | 1re      | 400 m           | 51 s 39       |
| 2015 | Jeux mondiaux militaires        | Mungyeong        | 3e       | 4 x 400 m       | 3 min 32 s 62 |
| 2016 | Championnats d'Asie en salle    | Doha             | 1re      | 4 x 400 m       | 3 min 35 s 07 |
| 2017 | Jeux de la solidarité islamique | Bakou            | 1re      | 400 m           | 51 s 33       |
| 2017 | Jeux de la solidarité islamique | Bakou            | 1re      | 4 x 100 m       | 44 s 98       |
| 2017 | Jeux de la solidarité islamique | Bakou            | 1re      | 4 x 400 m       | 3 min 32 s 96 |
| 2017 | Championnats du monde           | Londres          | 2e       | 400 m           | 50 s 06       |
| 2017 | Ligue de diamant                | Ligue de diamant | 2e       | 400 m           | 49 s 88       |
| 2018 | Championnat d'Asie de l'Ouest   | Amman            | 1re      | 400 m           | 53 s 03       |
| 2018 | Jeux asiatiques                 | Jakarta          | 1re      | 400 m           | 50 s 09       |
| 2018 | Jeux asiatiques                 | Jakarta          | 1re      | 4 x 100 m       | 42 s 73       |
| 2018 | Jeux asiatiques                 | Jakarta          | 2e       | 4 x 400 m       | 3 min 30 s 61 |
| 2018 | Jeux asiatiques                 | Jakarta          | —        | 4 x 400 mixte   | DQ            |
| 2018 | Ligue de diamant                | Ligue de diamant | 1re      | 400 m           | 49 s 33       |
| 2018 | Coupe continentale              | Ostrava          | 1re      | 400 m           | 49 s 32       |
| 2019 | Championnats panarabes          | Le Caire         | 1re      | 200 m           | 23 s 45       |
| 2019 | Championnats panarabes          | Le Caire         | 1re      | 400 m           | 52 s 72       |
| 2019 | Championnats panarabes          | Le Caire         | 1re      | 4 x 100 m       | 45 s 18       |
| 2019 | Championnats d'Asie             | Doha             | 1re      | 200 m           | 22 s 74       |
| 2019 | Championnats d'Asie             | Doha             | 1re      | 400 m           | 51 s 34       |
| 2019 | Championnats d'Asie             | Doha             | 3e       | 4 x 100 m       | 43 s 61       |
| 2019 | Championnats d'Asie             | Doha             | 1re      | 4 x 400 m       | 3 min 32 s 10 |
| 2019 | Championnats d'Asie             | Doha             | 1re      | 4 x 400 m mixte | 3 min 15 s 75 |
| 2019 | Ligue de diamant                | Ligue de diamant | 1re      | 400 m           | 50 s 24       |
| 2019 | Championnats du monde           | Doha             | 1re      | 400 m           | 48 s 14       |
| 2019 | Championnats du monde           | Doha             | 3e       | 4 x 400 mixte   | 3 min 11 s 82 |
| 2019 | Jeux mondiaux militaires        | Wuhan            | 1re      | 400 m           | 50 s 15       |
| 2019 | Jeux mondiaux militaires        | Wuhan            | 3e       | 4 x 100 m       | 44 s 24       |
| 2023 | Jeux asiatiques                 | Hangzhou         | 2e       | 400 m           | 50 s 92       |
| 2023 | Jeux asiatiques                 | Hangzhou         | 1re      | 4 x 400 m       | 3 min 27 s 65 |
| 2023 | Jeux asiatiques                 | Hangzhou         | 1re      | 4 x 400 mixte   | 3 min 14 s 02 |
| 2024 | Jeux olympiques                 | Paris            | 2e       | 400 m           | 48 s 53       |

## Records
| Épreuve | Temps        | Lieu       | Date           |
| ------- | ------------ | ---------- | -------------- |
| 100 m   | 11 s 24      | Salamanque | 8 juin 2019    |
| 200 m   | 22 s 51 (NR) | Palo Alto  | 30 juin 2019   |
| 400 m   | 48 s 14 (AR) | Doha       | 3 octobre 2019 |